# Grace Mera Molisa
Grace Mera Molisa   (Ambae, 17 de febrer de 1946 - Port Vila, 4 de gener de 2002) va ser una política i poeta vanuatiana, i activista per la igualtat de les dones en la política. The Australian la va descriure com «l'avantguarda de la cultura melanesiana i la veu dels vanuatuans, especialment de les dones». També ha estat descrita com una de les «activistes i intel·lectuals públiques més importants del Pacífic».
Va ser la primera dona del seu país a obtenir un títol universitari, el grau Bachelor of Arts a la Universitat del Pacífic Sud el 1977.
Molisa era anglicana i parlava cinc idiomes. Va ser una figura molt important durant la independència del seu país el 1979.
Un llibre del 2004 titulat Perfils de dones del Pacífic, dirigit a «retre homenatge a dones del Pacífic que han obert el camí a la igualtat de gènere i als drets humans», incloïa un homenatge a Grace Molisa.

## Carrera política
El 1979, abans de la independència de Vanuatu, i com a membre del partit polític Vanua'aku Pati, Molisa es va convertir en la segona secretària del Ministeri d'Afers Socials.
Va crear el Festival Nacional d'Arts de Vanuatu, i va crear el comitè que va escollir la bandera, l'himne, l'escut i el lema nacional (Long God Yumi Stanap) de Vanuatu. Va ser una de les dues dones membres del comitè de la Constitució Nacional i va ser signatària de la Constitució de Vanuatu el 1979, juntament amb el seu marit i company polític Sela Molisa.
Va ser portaveu del primer ministre Walter Lini del 1987 al 1991.
A la dècada del 1990, va ser nomenada membre del Consell de la Universitat del Pacífic Sud i es va convertir en membre de Transparència internacional. El 1997 va fundar Vanuatu Women in Politics (VWIP), un grup de pressió per ajudar les dones que desitjaven entrar a la política. Quan Vanua'aku Pati no va aprovar cap dona candidata per a les eleccions generals de 1998, Molisa va abandonar el partit i va coordinar les candidatures de sis dones candidates sota la bandera del VWIP. Aquell mateix any, va publicar un fulletó on figuraven 530 dones ni-Vanuatu qualificades per a funcions públiques, com a mitjà per pressionar el govern perquè designés dones qualificades per a càrrecs públics.
Va contribuir amb un capítol sobre política postcolonial al compendi acadèmic Remembrance of Pacific Pasts: An Invitation to Remake History, editat per Robert Borofsky i publicat el 2000. Altres col·laboradors van ser Albert Wendt, Vilsoni Hereniko, Marshall Sahlins, James Belich, Gyan Prakash, Edward Said i Epeli Hauʻofa.

## Carrera literària
Molisa va publicar Blackstone, un recull dels seus poemes, el 1983. El 1987 va publicar Colonized People: Poems. The Australian ha descrit els seus poemes com «un mordaç comentari social sobre la vida al Vanuatu patriarcal i postcolonial». El 1995 va publicar Pasifik paradaes, escrit en bislama.
La doctora Selina Tusitala Marsh de la Universitat d'Auckland l'ha descrita com una de les tres «avantpassades de la poesia Pasifika», juntament amb Konai Helu Thaman de Tonga i Haunani-Kay Trask de Hawaii. L'extens assaig de recerca de Marsh s'ha publicat a Cordite Poetry Review.